# Estadio de la UNSA
Het Estadio de la UNSA (officiële naam) is een multifunctioneel stadion in Arequipa, een stad in Peru. Het staat voor Estadio de la Universidad Nacional San Agustín. Het stadion wordt vooral gebruikt voor voetbalwedstrijden, de voetbalclubs FBC Melgar en IDUNSA maken gebruik van dit stadion. In het stadion is plaats voor 40.217 toeschouwers. Het stadion werd geopend in 1993.

## Internationale toernooien
In 2003 werd in dit stadion de finale gespeeld van de Copa Sudamericana. Die finale ging tussen Club Sportivo Cienciano en CA River Plate. Het werd gespeeld op 19 december. Cienciano won met 1–0 en won daardoor het toernooi. In 2004 werd dit stadion gebruikt voor wedstrijden op de Copa América 2004. Dat toernooi werd van 6 juli tot en met 25 juli in Peru gespeeld. In dit stadion waren 5 groepswedstrijden.
| № | Datum        | Wedstrijd             | Uitslag | Toernooi                       | Toeschouwers |
| - | ------------ | --------------------- | ------- | ------------------------------ | ------------ |
| 1 | 8 juli 2004  | Costa Rica – Paraguay | 0 – 1   | Copa América 2004 – groepsfase | 30.000       |
| 2 | 8 juli 2004  | Brazilië – Chili      | 1 – 0   | Copa América 2004 – groepsfase | 35.000       |
| 3 | 11 juli 2004 | Brazilië – Costa Rica | 4 – 1   | Copa América 2004 – groepsfase | 12.000       |
| 4 | 11 juli 2004 | Chili – Paraguay      | 1 – 1   | Copa América 2004 – groepsfase | 35.000       |
| 5 | 14 juli 2004 | Brazilië – Paraguay   | 1 – 2   | Copa América 2004 – groepsfase | 8.000        |

In 2011 werd het stadion weer gebruikt voor een internationaal toernooi. Dit keer het Zuid-Amerikaans kampioenschap voetbal onder 20 van 2011. Er werden 25 groepswedstrijden gespeeld, waaronder alle wedstrijden in de finaleronde. FBC Melgar speelt ook regelmatig een internationale wedstrijd op de Copa Sudamericana, zoals in 2003 en 2015 en de Copa Libertadores in 2004.